# Aleksander Matejko

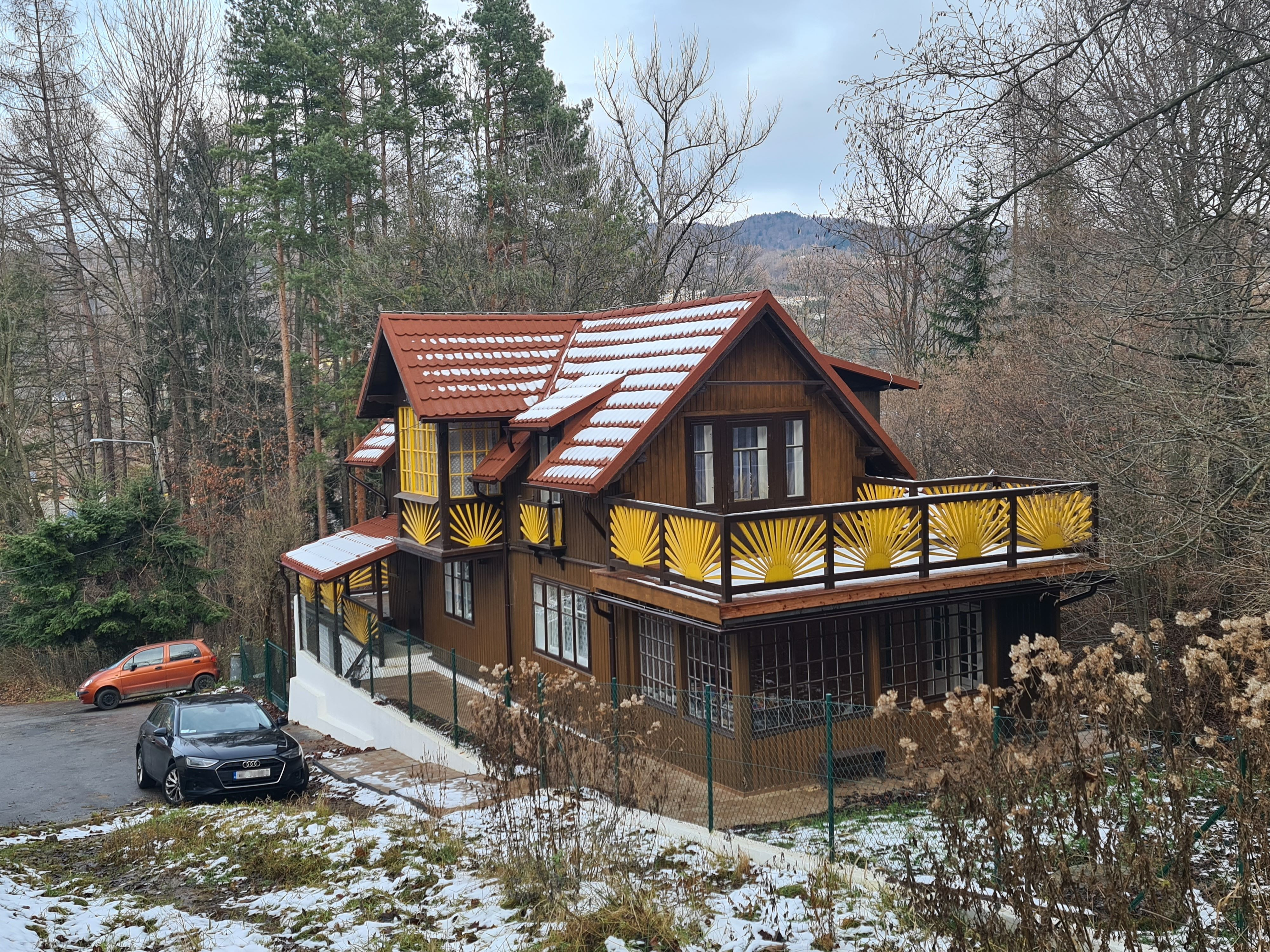
Dom Matejków przy ul. Pienińskiej w Krościenku nad Dunajcem

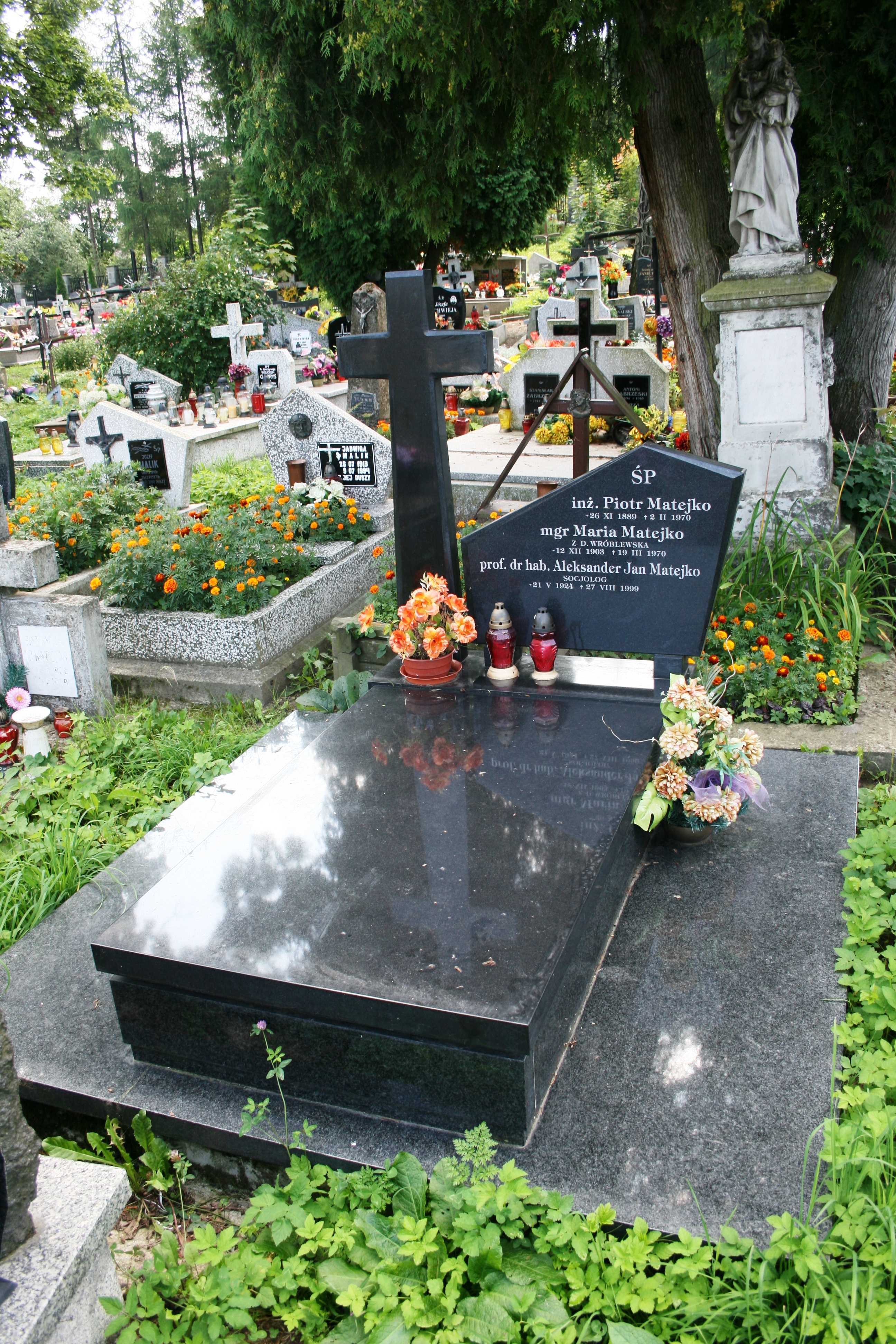
Grób Aleksandra Matejki i jego rodziców na nowym cmentarzu w Krościenku nad Dunajcem

Aleksander Jan Matejko (ur. 21 lipca 1924 w Warszawie, zm. 27 sierpnia 1999 w Edmonton (Kanada)) – polski socjolog, jeden z pionierów polskiej socjologii pracy i organizacji.

## Życiorys
Aleksander Matejko okres okupacji spędził w Krościenku nad Dunajcem, gdzie jego rodzice wybudowali dom (przy ul. Pienińskiej) i gdzie przez pewien czas pracował jako robotnik leśny.
Był absolwentem socjologii i studiów ekonomiczno-spółdzielczych na Uniwersytecie Jagiellońskim, prowadził szeroko zakrojone badania wielkoprzemysłowej klasy robotniczej, pracowników spółdzielczości, mieszkańców spółdzielczości mieszkaniowej. Na fali „odwilży” roku 1956 brał czynny udział w ruchu na rzecz samorządności robotniczej. Był kierownikiem pracowni socjologicznej Centralnego Instytutu Ochrony Pracy i przewodniczącym Sekcji Socjologicznej Towarzystwa Naukowego Organizacji i Kierownictwa. W PRL-u był związany z lewicowo-humanistycznym kręgiem osób skupionych wokół Marii i Stanisława Ossowskich. W latach 1957–1959 przebywał na stypendium naukowym w USA, gdzie zajmował się problemami socjologii przemysłu. W roku 1960 obronił pracę doktorską na Uniwersytecie Warszawskim, którego został pracownikiem naukowym. Pod kierunkiem prof. Ossowskiego przeprowadził habilitację. Był też współpracownikiem, uczniem i popularyzatorem koncepcji nestora polskiej spółdzielczości pracy i anarchisty Jana Wolskiego. W roku akademickim 1965/66 był wizytującym profesorem na Uniwersytecie Północnej Karoliny w USA. W 1967 roku wyjechał na dwuletni kontrakt profesorski na Uniwersytecie Zambii, gdzie również prowadził badania naukowe. W roku 1970 – nie powróciwszy do Polski – wyemigrował do Kanady, zamieszkał w Edmonton, pracował jako profesor na kilku uniwersytetach amerykańskich i kanadyjskich (m.in. Uniwersytet Alberty). Na emigracji – poza kontynuowaniem zainteresowań naukowych dotyczących socjologii przemysłu i socjologii pracy – podjął tematykę konsumpcjonizmu i wpływu masowej konsumpcji w „społeczeństwie obfitości” na postawy społeczne, a także erozji więzi społecznych w państwach opiekuńczych; propagował również dorobek Jana Wolskiego, współpracował z podziemną prasą opozycyjną w Polsce. Po 1989 roku był emerytowanym profesorem Uniwersytetu Alberty, przyjeżdżał również często do Polski, był m.in. profesorem na Politechnice Gdańskiej.
Przez całe życie wyznawał idee lewicowe, akcentując przede wszystkim kwestie społecznego udziału w zarządzaniu produkcją i w życiu publicznym, a także krytykę alienacji i atomizacji społecznej w konfrontacji z produkcją kapitalistyczną oraz wielkimi instytucjami państwowymi. Prowadził badania porównawcze nad strukturą społeczną w krajach Europy Środkowo-Wschodniej i zajmował się teorią organizacji.
Członek Polskiego Towarzystwa Naukowego na Obczyźnie (od 1973).

## Działalność społeczna
Aleksander Matejko – wraz z żoną, Joanną Matejko – aktywnie pracował w środowiskach polonijnych w Kanadzie. Był pierwszym prezesem Towarzystwa Kultury Polskiej w Edmonton, które rozpoczęło działalność w 1971 roku. Po śmierci Matejki Towarzystwo to – wraz z przyjaciółmi i rodziną – ufundowało stypendium jego imienia przeznaczone dla wybitnych studentów tematyki polskiej Uniwersytetu Alberty.

## Najważniejsze prace
- Socjologia zakładu pracy (1961);
- Kultura pracy zbiorowej (1962);
- Socjologia przemysłu w Stanach Zjednoczonych Ameryki Północnej (1962);
- Praca i koleżeństwo. Zagadnienia socjologii pracy (1963);
- Moralność pracownicza na tle jej społecznych uwarunkowań (1964);
- Hutnicy na tle ich środowiska pracy: wyniki badań socjograficznych w czterech polskich hutach (1964);
- Społeczne warunki pracy twórczej (1965);
- Socjologia pracy. System społeczny zakładów pracy (1968);
- The social upgrading of working Africans after independence: the Zambian case (1968);
- The workplace as a social system (1968);
- System społeczny katedry: wybrane zagadnienia (1969);
- Wolszczyzna (1971) (wyd. paryska Kultura nr 1-2 (280-281)/1971);
- Can social systems mature? (1973);
- The self-defeating organization: a critique of bureaucracy (1985);
- The Polish blue collar workers and peasants: sociological aspects of the labour market (1987);
- The historical role of work: the past and present contingencies (1987);
- Upgrading industrial relations and work organization: a sociotechnical approach (1990);
- Między gestem i czynem: eseje o naszym miejscu we współczesności (1991);
- Curriculum vitae (1994).

## Życie prywatne
Aleksander Matejko ożenił się z Joanną, córką Franciszka Grześkowiaka, z którą miał córkę. W latach 1931–1967 mieszkał w Warszawie przy Alei 3 Maja 2. Wiele jego prac powstało w Krościenku nad Dunajcem, gdzie został pochowany na nowym cmentarzu (VI H 1).